# Campeonato de Apertura de Chile 1933
El Campeonato de Apertura de Chile 1933 o Campeonato de Apertura de la Liga Profesional de Football de Santiago 1933 o Copa César Seoane fue la 1.º edición de la antigua copa doméstica del fútbol de Chile, competición de carácter oficial y profesional, correspondiente a la temporada 1933. Se jugó desde el 4 de junio hasta el 23 de julio de 1933.
Su organización estuvo a cargo de la Liga Profesional de Football de Santiago (LPF), primera entidad oficial de fútbol profesional en Chile, y contó con la participación de ocho equipos. La competición se jugó bajo el sistema de eliminación directa, en partidos únicos.
El campeón fue Colo-Colo, que, con una victoria por 2-1 ante Unión Deportiva Española en la final, se adjudicó su primer título del Campeonato de Apertura de Chile.
Cabe señalar que, debido a que su equipo titular se encontraba de gira en Perú, Colo-Colo participó en la competencia con su equipo reserva, en vista de que no existía prohibición de aquello en las bases de juego.

## Antecedentes
La llegada de la década de 1930 trajo consigo el profesionalismo encubierto, llamado también «profesionalismo marrón», al fútbol chileno. Diversos equipos pagaban sueldos a sus jugadores, y aunque la práctica no era legal, el fenómeno se masificó a nivel internacional. Esta irregularidad encubierta se acrecentó debido a diversas giras de clubes por países en donde ya existía el profesionalismo, sumado esto a la presencia en Chile de jugadores extranjeros profesionales. En resumen, el profesionalismo encubierto obligaba a los clubes a pagar, pero el jugador no tenía obligación alguna de responder, lo que llevó a que en 1932 la situación financiera de algunos clubes fuera casi insostenible.
En 1933, debido a los gastos elevados para la mantención de los equipos, los ocho clubes pertenecientes a la División de Honor de la Asociación de Football de Santiago (AFS) —Audax Italiano, Colo-Colo, Green Cross, Magallanes, Morning Star, Santiago Badminton, Santiago National y Unión Deportiva Española— solicitaron rebajar del 30% a un 20% el porcentaje que se cobraba por permanecer en la categoría. No obstante, los dirigentes de la asociación rechazaron la petición. Ante esto, los dirigentes de los clubes se reunieron el 27 de mayo y acordaron una serie de objetivos a través de un primer pacto de honor: mantener la unidad de acción para corregir los porcentajes de pago a la AFS; organizar un Campeonato de Apertura con un porcentaje exigido de 20%; designar una comisión para el manejo económico, conformada por Waldo Sanhueza, Óscar Sarmiento y Luis Noziglia; y la designación de Sanhueza y de Jorge Bate como representantes ante la Asociación de Football de Santiago. Sin embargo, el acuerdo no se concretó y esto motivó la salida de los ocho clubes de la asociación, cuyo torneo de la División de Honor ya había iniciado.
Finalmente, con fecha 31 de mayo de 1933, en reunión celebrada en la secretaría de Santiago Badminton, los ocho clubes disidentes fundaron la Liga Profesional de Football de Santiago (LPF), y como preámbulo de lo que sería el primer torneo profesional de carácter oficial de la Primera División de Chile, se organizó inmediatamente la primera edición del Campeonato de Apertura de Chile, cuyo trofeo en disputa fue la Copa César Seoane, obsequiado por la revista Don Severo en homenaje a dicho doctor uruguayo.
Cabe señalar que la creación de esta copa doméstica se inspiró en el entonces vigente Campeonato de Apertura de la Asociación de Football de Santiago, de carácter amateur, que tuvo entre algunos de sus campeones a Magallanes y Audax Italiano.

## Reglamento de juego
La competición se jugó bajo el sistema de eliminación directa, en partidos únicos, hasta dejar a un único competidor que resultaba campeón.

### Criterios de desempate
En caso de igualdad en el marcador, la llave se definía mediante un partido de tiempo extra de veinte minutos.

## Equipos participantes

### Información de los clubes
| Equipos                  | Entrenador                                | Ciudad            |
| ------------------------ | ----------------------------------------- | ----------------- |
| Audax Italiano           | -                                         | Santiago de Chile |
| Colo-Colo                | Waldo Sanhueza                            | Santiago de Chile |
| Green Cross              | -                                         | Santiago de Chile |
| Magallanes               | Arturo Torres                             | Santiago de Chile |
| Morning Star             | -                                         | Santiago de Chile |
| Santiago Badminton       | -                                         | Santiago de Chile |
| Santiago National        | -                                         | Santiago de Chile |
| Unión Deportiva Española | Juan Bautista Lapiedra Gerardo Mediavilla | Santiago de Chile |

### Distribución geográfica de los equipos
| Región                | Cant. | Equipos |
| --------------------- | ----- | --- |
| Provincia de Santiago | 8     | Audax Italiano, Colo-Colo, Green Cross, Magallanes, Morning Star, Santiago Badminton, Santiago National, Unión Deportiva Española |

## Desarrollo
|  | Cuartos de final        | Cuartos de final        |                |                | Semifinales              | Semifinales              |  |           | Final       | Final       |  |
|  | 4 de junio - 8 de junio | 4 de junio - 8 de junio |                |                | 11 de junio - 8 de julio | 11 de junio - 8 de julio |  |           | 23 de julio | 23 de julio |  |
|  |                         |                         |                |                |                          |                          |  |           |             |             |  |
|  |                         |                         |                |                |                          |                          |  |           |             |             |  |
|  | Audax Italiano          | 2                       |                |                |                          |                          |  |           |             |             |  |
|  | Audax Italiano          | 2                       |                |                |                          |                          |  |           |             |             |  |
|  | Santiago Badminton      | 1                       |                |                |                          |                          |  |           |             |             |  |
|  | Santiago Badminton      | 1                       |                | U. D. Española | 3                        |                          |  |           |             |             |  |
|  |                         |                         |                | U. D. Española | 3                        |                          |  |           |             |             |  |
|  |                         |                         | Audax Italiano | 1              |                          |                          |  |           |             |             |  |
|  | U. D. Española          | 3                       | Audax Italiano | 1              |                          |                          |  |           |             |             |  |
|  | U. D. Española          | 3                       |                |                |                          |                          |  |           |             |             |  |
|  | Morning Star            | 0                       |                |                |                          |                          |  |           |             |             |  |
|  | Morning Star            | 0                       |                |                |                          |                          |  | Colo-Colo | 2           |             |  |
|  |                         |                         |                |                |                          |                          |  | Colo-Colo | 2           |             |  |
|  |                         |                         | U. D. Española | 1              |                          |                          |  |           |             |             |  |
|  | Magallanes              | 5                       | U. D. Española | 1              |                          |                          |  |           |             |             |  |
|  | Magallanes              | 5                       |                |                |                          |                          |  |           |             |             |  |
|  | Green Cross             | 1                       |                |                |                          |                          |  |           |             |             |  |
|  | Green Cross             | 1                       |                | Colo-Colo      | 3 (3)                    |                          |  |           |             |             |  |
|  |                         |                         |                | Colo-Colo      | 3 (3)                    |                          |  |           |             |             |  |
|  |                         |                         | Magallanes     | 3 (1)          |                          |                          |  |           |             |             |  |
|  | Colo-Colo               | 1 (1)                   | Magallanes     | 3 (1)          |                          |                          |  |           |             |             |  |
|  | Colo-Colo               | 1 (1)                   |                |                |                          |                          |  |           |             |             |  |
|  | Santiago National       | 1 (0)                   |                |                |                          |                          |  |           |             |             |  |
|  | Santiago National       | 1 (0)                   |                |                |                          |                          |  |           |             |             |  |
|  |                         |                         |                |                |                          |                          |  |           |             |             |  |

### Primera fase
| Campeonato de Apertura de Chile 1933 Primera fase; | Audax Italiano    | 2:1 | Santiago Badminton |  |  |
|                                                    | Anotado · Anotado |     | Anotado            |  |  |

| Campeonato de Apertura de Chile 1933 Primera fase; | Unión Deportiva Española    | 3:0 | Morning Star |  |  |
|                                                    | Anotado · Anotado · Anotado |     |              |  |  |

| Campeonato de Apertura de Chile 1933 Primera fase; | Green Cross | 1:5 | Magallanes                                      |  |  |
|                                                    | Anotado     |     | Anotado · Anotado · Anotado · Anotado · Anotado |  |  |

| Campeonato de Apertura de Chile 1933 Primera fase; 4 de junio de 1933                                            | Colo-Colo       | 1:1           | Santiago National | Campos de Sports, Ñuñoa, Santiago (Chile) |                            |
| | Bravo 5' (pen.) | ( 1:1 - 0:0 ) | Elorz             | Árbitro(s): Óscar Olivares                | Árbitro(s): Óscar Olivares |
| El partido se disputó en dos tiempos de 30 minutos. El tiempo extra de 20 minutos se jugó el 8 de junio de 1933. |                 |               |                   |                                           |                            |

| Campeonato de Apertura de Chile 1933 Primera fase - Desempate; 8 de junio de 1933 | Colo-Colo | 1:0           | Santiago National | Campos de Sports, Ñuñoa, Santiago (Chile) |                            |
| | Bravo 8'  | ( 1:0 - 0:0 ) |                   | Árbitro(s): Enrique Didier                | Árbitro(s): Enrique Didier |
| El partido de desempate se disputó en dos tiempos de 10 minutos. · Santiago National se presentó con 10 jugadores, por lesión de Carvajal, y se retiró dos minutos antes de finalizar el encuentro. · 52' Elorz de Santiago National. · 52' Morales de Colo-Colo. |           |               |                   |                                           |                            |

### Semifinales
| Campeonato de Apertura de Chile 1933 Semifinales; 11 de junio de 1933 | Unión Deportiva Española    | 3:1 | Audax Italiano |  |  |
|                                                                       | Anotado · Anotado · Anotado |     | Anotado        |  |  |

| Campeonato de Apertura de Chile 1933 Semifinales; 25 de junio de 1933 | Colo-Colo                                         | 3:3 (t. s.)(1:1 t. s.)    | Magallanes                            | Campos de Sports, Ñuñoa, Santiago (Chile) |                            |
| | Schneeberger 61' · Villalobos 81' · Subiabre 105' | ( 0:1 - 2:1 - 1:0 - 0:1 ) | Córdova 14' · Ortiz 65' · Torres 109' | Árbitro(s): Claudio Vicuña                | Árbitro(s): Claudio Vicuña |
| Por un error arbitral se disputó un tiempo de 40 minutos y otro de 50 minutos. · El encuentro finalizó 2-2 en los 90 minutos. · Se disputó un tiempo extra de 20 minutos. · Víctor Morales de Colo-Colo. · Juan Ortiz de Magallanes. |                                                   |                           |                                       |                                           |                            |

| Campeonato de Apertura de Chile 1933 Semifinales - Desempate; 8 de julio de 1933                                            | Colo-Colo                             | 3:2 | Magallanes                  | Estadio de Carabineros, Independencia, Santiago (Chile) |                         |
| | Sánchez 28' · Piña 48' · Carvallo 65' |     | Córdoba 38' · Inostroza 58' | Árbitro(s): Luis Roatti                                 | Árbitro(s): Luis Roatti |
| Francisco Sánchez de Colo-Colo. · Lizardo Piña de Colo-Colo. · Julio Córdoba de Magallanes. · José Inostroza de Magallanes. |                                       |     |                             |                                                         |                         |

### Final
|       | POR   | Roberto Cortés      |  |
|       | DEF   | Ernesto Chaparro    |  |
|       | DEF   | Clodomiro Lorca     |  |
|       | MED   | Francisco Sánchez   |  |
|       | MED   | Lizardo Piña        |  |
|       | MED   | Elías Zapata        |  |
|       | DEL   | Alejandro Urra      |  |
|       | DEL   | Abraham Vargas      |  |
|       | DEL   | Luis Carvallo       |  |
|       | DEL   | Guillermo Valdivia  |  |
|       | DEL   | Belarmino Benavides |  |
| D. T. | D. T. | Juan Quiñones       |  |

|       | POR | Montserrat |  |
|       | DEF | Alsina     |  |
|       | DEF | Moyano     |  |
|       | MED | Labra      |  |
|       | MED | Ríos       |  |
|       | MED | Lillo      |  |
|       | DEL | Riera      |  |
|       | DEL | Góngora    |  |
|       | DEL | Peña       |  |
|       | DEL | Jorquera   |  |
|       | DEL | Caballero  |  |
| D. T. |     |            |  |

| 40' · 49' | Abraham Vargas Luis Carvallo | 1-1 1-2 |

| 10' | Jorquera | 1-0 |

| Principal | Benjamín Puente |

|       | POR   | Roberto Cortés      |  |
|       | DEF   | Ernesto Chaparro    |  |
|       | DEF   | Clodomiro Lorca     |  |
|       | MED   | Francisco Sánchez   |  |
|       | MED   | Lizardo Piña        |  |
|       | MED   | Elías Zapata        |  |
|       | DEL   | Alejandro Urra      |  |
|       | DEL   | Abraham Vargas      |  |
|       | DEL   | Luis Carvallo       |  |
|       | DEL   | Guillermo Valdivia  |  |
|       | DEL   | Belarmino Benavides |  |
| D. T. | D. T. | Juan Quiñones       |  |

|       | POR | Montserrat |  |
|       | DEF | Alsina     |  |
|       | DEF | Moyano     |  |
|       | MED | Labra      |  |
|       | MED | Ríos       |  |
|       | MED | Lillo      |  |
|       | DEL | Riera      |  |
|       | DEL | Góngora    |  |
|       | DEL | Peña       |  |
|       | DEL | Jorquera   |  |
|       | DEL | Caballero  |  |
| D. T. |     |            |  |

| 40' · 49' | Abraham Vargas Luis Carvallo | 1-1 1-2 |

| 10' | Jorquera | 1-0 |

| Principal | Benjamín Puente |

|       | POR   | Roberto Cortés      |  |
|       | DEF   | Ernesto Chaparro    |  |
|       | DEF   | Clodomiro Lorca     |  |
|       | MED   | Francisco Sánchez   |  |
|       | MED   | Lizardo Piña        |  |
|       | MED   | Elías Zapata        |  |
|       | DEL   | Alejandro Urra      |  |
|       | DEL   | Abraham Vargas      |  |
|       | DEL   | Luis Carvallo       |  |
|       | DEL   | Guillermo Valdivia  |  |
|       | DEL   | Belarmino Benavides |  |
| D. T. | D. T. | Juan Quiñones       |  |

|       | POR | Montserrat |  |
|       | DEF | Alsina     |  |
|       | DEF | Moyano     |  |
|       | MED | Labra      |  |
|       | MED | Ríos       |  |
|       | MED | Lillo      |  |
|       | DEL | Riera      |  |
|       | DEL | Góngora    |  |
|       | DEL | Peña       |  |
|       | DEL | Jorquera   |  |
|       | DEL | Caballero  |  |
| D. T. |     |            |  |

| 40' · 49' | Abraham Vargas Luis Carvallo | 1-1 1-2 |

| 10' | Jorquera | 1-0 |

| Principal | Benjamín Puente |

|       | POR   | Roberto Cortés      |  |
|       | DEF   | Ernesto Chaparro    |  |
|       | DEF   | Clodomiro Lorca     |  |
|       | MED   | Francisco Sánchez   |  |
|       | MED   | Lizardo Piña        |  |
|       | MED   | Elías Zapata        |  |
|       | DEL   | Alejandro Urra      |  |
|       | DEL   | Abraham Vargas      |  |
|       | DEL   | Luis Carvallo       |  |
|       | DEL   | Guillermo Valdivia  |  |
|       | DEL   | Belarmino Benavides |  |
| D. T. | D. T. | Juan Quiñones       |  |

|       | POR | Montserrat |  |
|       | DEF | Alsina     |  |
|       | DEF | Moyano     |  |
|       | MED | Labra      |  |
|       | MED | Ríos       |  |
|       | MED | Lillo      |  |
|       | DEL | Riera      |  |
|       | DEL | Góngora    |  |
|       | DEL | Peña       |  |
|       | DEL | Jorquera   |  |
|       | DEL | Caballero  |  |
| D. T. |     |            |  |

| 40' · 49' | Abraham Vargas Luis Carvallo | 1-1 1-2 |

| 10' | Jorquera | 1-0 |

| Principal | Benjamín Puente |

## Campeón
El campeón del Campeonato de Apertura de Chile 1933, Colo-Colo, se adjudicó la «Copa César Seoane».
| Chile                |
| Colo-Colo 1.º título |

## Goleadores
| Jugador                                   | Equipo                   | Goles |
| ----------------------------------------- | ------------------------ | ----- |
| Raimundo Caballero                        | Unión Deportiva Española | 4     |
| Alberto Bravo                             | Colo-Colo                | 3     |
| Luis Carvallo                             | Colo-Colo                | 2     |
| Última actualización: 1 de agosto de 2014 |                          |       |

## Torneo de Consuelo del Campeonato de Apertura de Chile 1933
Desde el 10 de junio al 1 de julio de 1933 se disputó un torneo de consuelo entre los eliminados de la primera fase (o cuartos de final) del Campeonato de Apertura, cuyo ganador fue Santiago Badminton.